# Paterson (film)
Paterson is een Amerikaanse film uit 2016, geschreven en geregisseerd door Jim Jarmusch. De film ging op 16 mei in première op het filmfestival van Cannes in de competitie voor de Gouden Palm.

## Verhaal
Paterson (Adam Driver) is een buschauffeur die in het gelijknamig stadje Paterson in New Jersey leeft. Paterson leeft een eenvoudig geroutineerd leven. Terwijl hij zijn dagelijkse busroute rijdt, observeert hij de stad via zijn voorruit en luistert mee met de gesprekken rondom hem. Hij houdt zich bezig met poëzie en schrijft gedichten in zijn boekje, aangemoedigd door zijn vrouw Laura. Laura daarentegen leeft een heel ander leven, met elke dag nieuwe dromen of andere projecten waar ze mee bezig is en Paterson steunt haar ambities.

## Rolverdeling
| Acteur                 | Personage                  |
| ---------------------- | -------------------------- |
| Adam Driver            | Paterson                   |
| Golshifteh Farahani    | Laura                      |
| Barry Shabaka Henley   | Doc                        |
| Method Man             | Zichzelf (als Cliff Smith) |
| Chasten Harmon         | Marie                      |
| William Jackson Harper | Everett                    |
| Masatoshi Nagase       | Japanse dichter            |
| Rizwan Manji           | Donny                      |
| Brian McCarthy         | Jimmy                      |
| Frank Harts            | Luis                       |
| Kara Hayward           | Studente                   |
| Trev en Troy T. Parham | Sam en Dave                |
| Sterling Jerins        | Jonge dichter              |
| Nellie                 | Marvin                     |

## Productie
De filmopnames vonden voor het grootste deel plaats in Paterson (New Jersey), in de periode 5 oktober - 13 november 2015. Pas begin december 2015 werd duidelijk dat Adam Driver de hoofdrol zou spelen in de film.